# Diana (aparat)

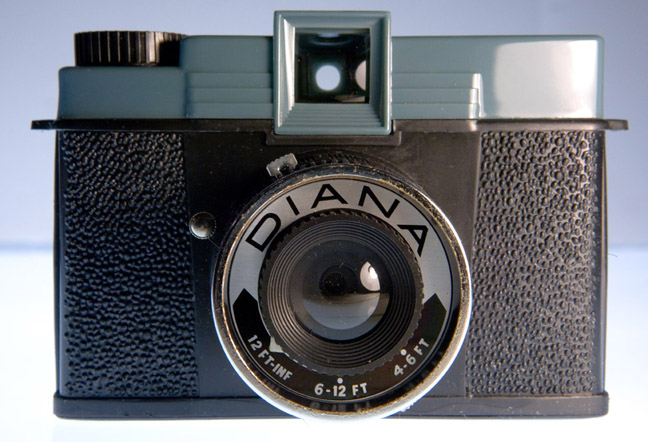
Aparat Diana

Diana – aparat fotograficzny do fotografii średnioformatowej, wykonany w całości z tworzywa sztucznego. Aparat ten po raz pierwszy pojawił się w Japonii w 1960 roku i był produkowany przez wielką fabrykę wyrobów plastikowych w Kowloon w Hongkongu. Był to bardzo tani aparat fotograficzny. 
Obiektywy także były wykonane z plastiku, co powodowało, że zdjęcia miały charakterystyczne winiety i złą optykę.
W efekcie aparat ten stał się popularny w Łomografii.
Obecnie można nabyć aparat w wersji Diana + i Diana +F z dodatkowymi obiektywami i akcesoriami, takimi jak lampa błyskowa, a także
wężykami spustowymi, adapterami na film 35mm itp. Dystrybutorem aparatów jest firma Lomography.com.